# Jules Wijdenbosch
Jules Albert Wijdenbosch (ur. 2 maja 1941 w Paramaribo, zm. 30 kwietnia 2025 tamże) – surinamski polityk, członek Partii Narodowo-Demokratycznej (Nationale Democratische Partij), prezydent Surinamu w latach 1996–2000, premier Surinamu w latach 1987–1988, wiceprezydent Surinamu od stycznia 1991 do września 1991.